# Rafał Poborski
Rafał Poborski (ur. 6 lutego 1976 w Warszawie) – polski dyplomata, ambasador w Azerbejdżanie (2020–2024).

## Życiorys
Rafał Poborski studiował w Instytucie Etnologii i Antropologii Kulturowej Uniwersytetu Warszawskiego, gdzie uzyskał absolutorium (1995–2000). W 2002 ukończył Studium Europy Wschodniej UW. W trakcie studiów prowadził badania terenowe z zakresu antropologii kulturowej w Białorusi i Ukrainie. Odbył także kurs europejskiej polityki bezpieczeństwa w Swedish National Defence College (2008).
Pracę zawodową rozpoczął jako redaktor w Polskiej Agencji Informacyjnej. W latach 2000–2003 był analitykiem w dziale rosyjskim Ośrodka Studiów Wschodnich. Od 2003 rozpoczął aplikację dyplomatyczno-konsularną w Ministerstwie Spraw Zagranicznych. W latach 2006–2008 był oddelegowany do Służby Wywiadu Wojskowego, gdzie był kierownikiem wydziału. Od czerwca 2006 do stycznia 2007 zasiadał w radzie Fundacji „Pomoc Polakom na Wschodzie”. Od lutego 2010 do września 2014 pełnił funkcję radcy ds. politycznych i promocji oraz wicekonsula w ambasadzie w Lublanie. Po powrocie zajmował się relacjami z państwami basenu Morza Bałtyckiego w ramach Departamentu Polityki Bezpieczeństwa MSZ. Od września 2015 związał się z Departamentem Wschodnim, gdzie w lutym 2016 awansował na stanowisko zastępcy dyrektora ds. Azji Centralnej i Kaukazu Południowego. 19 czerwca 2019 został mianowany Ambasadorem Nadzwyczajnym i Pełnomocnym Rzeczypospolitej Polskiej w Republice Azerbejdżanu, dodatkowo akredytowanym w Turkmenistanie. Placówkę objął w styczniu 2020. Urzędowanie zakończył 31 lipca 2024 (formalnie odwołany w kwietniu 2025). Następnie został kierownikiem Referatu ds. Relacji z Azją Południowo-Wschodnią Departamentu Azji i Pacyfiku MSZ.
Rafał Poborski posługuje się językiem angielskim, rosyjskim i hiszpańskim.

## Odznaczenia
- Srebrny Krzyż Zasługi „za zasługi w służbie zagranicznej i działalności dyplomatycznej” (12 grudnia 2019)[11]